# Gameplay (TV-program)
För speltermen, se Gameplay.
Gameplay är ett spelmagasin som tidigare sändes på TV 7. Programmet bevakar TV- och datorspelsvärlden. Programmet produceras av Xover TV, ett produktionsbolag som specialiserat sig i genren. Istället sändes Gameplay på hemsidan Press2Play.tv. I samband med detta ändrades också programmets utformning. Till exempel recensioner för sig, och reportage för sig, istället för att sända allt i ett magasin.

## Historik
Gameplay sände sin första säsong våren 2006 på TV7. Programledaren Christer Engström och spelrecensenten Victor Leijonhufvud ledde tittarna i spelvärlden. I programmet ser man inslag om speldesigners, artister som gillar att spela, e-sports-stjärnor, spelkultur, nyheter och spelrecensioner. Säsong 1-3 sändes i TV och säsong 4-12 på webben. Då på sajten press2play. 
Idag kan man se gamla avsnitt (om ej komplett) på Youtube (se länk)

## Dokumentärer
Under sommaren 2007 gjorde Gameplay en, i spelarkretsar, uppmärksammad dokumentär om fenomenet och kulturyttringen Dreamhack (världens största LAN-party). Dokumentären sändes som ett helt avsnitt av Gameplay, avsnitt ett, säsong två.